# Krapkowice
Krapkowice ([krapkɔˈvʲit͡sɛ] lyssna (fil); tyska: Krappitz) är en stad i Opole vojvodskap, Schlesien, Polen. Staden hade 16 615 invånare (2016). Den är huvudort i powiat krapkowicki.

## Kända personer från Krapkowice
- Wilhelm Alexander Freund (1833–1917) ()
- Ottomar Rosenbach (1851–1907)
- Krzysztof Zwoliński (1959–)
- Alice Bota (1979–)